# Nothing but Thieves
Nothing but Thieves is een Britse alternatieverockband. De band werd in 2012 opgericht in het Engelse Southend-on-Sea. De bandleden zijn Conor Mason (zang en leadgitaar), Joe Langridge-Brown (gitaar), Dominic Craik (keyboard en gitaar), Philip Blake (basgitaar) en James Price (drums).

## Geschiedenis
De band kreeg bekendheid toen hun debuutsingle Itch, van de ep If You Don't Believe, It Can't Hurt You uit 2013, niet alleen gedraaid werd op radiostations gericht op rockmuziek, maar ook op de veelbeluisterde zender BBC Radio 1. Nothing but Thieves stond vervolgens (in 2014 en 2015) in het voorprogramma van Muse, Gerard Way, Twenty One Pilots en Awolnation, alsmede op Britse festivals als het Reading en Leeds Festivals en het Isle of Wight Festival. In 2016 vroeg Muse de band nogmaals om als support act mee te gaan op de Drones World Tour.
Het debuutalbum, Nothing but Thieves, kwam uit op 16 oktober 2015. Dit album behaalde de zevende positie in de Britse hitlijsten. Bescheidener succes had het album in andere landen, waaronder Nederland (36), Australië (27) en België (Vlaanderen: 111, Wallonië: 104). Naast de single Itch bevat dit album de singles Wake Up Call en Trip Switch. Laatstgenoemde bereikte de eerste positie in de Amerikaanse alternative charts, de tweede plek in de Canadese rockhitlijst en de 35e plek in de Nederlandse Top 40.
Het tweede album, Broken Machine, verscheen op 8 september 2017. De eerste single van dit album is Amsterdam, de tweede is de ballad Sorry. In de zomer van 2017 trad de band op meerdere festivals op, waaronder Lowlands 2017, Rock Werchter en Glastonbury Festival. Hun geplande optreden op het Sziget-festival ging niet door, omdat Conor Mason backstage een stuk van een mes in zijn oog had gekregen. Op 24 november 2017 trad de band op in een uitverkocht AFAS Live.
Hun derde studioalbum, Moral Panic, is op 23 oktober 2020 verschenen. Van het album zijn vijf singles op de markt gebracht; Is Everybody Going Crazy? (maart 2020), Real Love Song (juni 2020), Unperson (augustus 2020), Impossible (september 2020) en Phobia (oktober 2020).
Voorafgaand op hun vierde studioalbum Dead Club City, verscheen in maart 2023 de single Welcome to the DCC. Vervolgens kwamen de nummers Overcome en Keeping You Around uit in respectievelijk mei en juni dat jaar. De band heeft dat jaar ook een bescheiden hitnotering door een samenwerking met Purple Disco Machine en Duke Dumont op de single Something on My Mind.

## Discografie
- Nothing but Thieves, 2015
- Broken Machine, 2017
- Moral Panic, 2020
- Dead Club City, 2023